# Райнек, Томас
То́мас Ра́йнек (нем. Thomas Reineck; 18 ноября 1967, Клаусдорф) — немецкий гребец-байдарочник, выступал за сборную Германии во второй половине 1980-х — первой половине 1990-х годов. Двукратный олимпийский чемпион, пять раз чемпион мира, многократный победитель и призёр первенств национального значения. Также известен как спортивный функционер, президент ассоциации каноэ Северного Рейна-Вестфалии.

## Биография
Томас Райнек родился 18 ноября 1967 года в посёлке Клаусдорф, федеральная земля Шлезвиг-Гольштейн. Активно заниматься греблей начал в возрасте двенадцати лет, проходил подготовку в ассоциации каноэ города Эссена. Первую медаль среди юниоров получил уже в 1985 году, выиграв юношеский чемпионат мира.
Первого серьёзного успеха на взрослом международном уровне добился в сезоне 1986 года, когда попал в основной состав немецкой национальной сборной и побывал на чемпионате мира в Монреале, откуда привёз награду бронзового достоинства, выигранную зачёте четырёхместных экипажей на дистанции 500 метров. Год спустя повторил это достижение на мировом первенстве в Дуйсбурге, кроме того, взял здесь бронзу в четвёрках на десяти километрах. Благодаря череде удачных выступлений удостоился права защищать честь страны на летних Олимпийских играх 1988 года в Сеуле — вместе с партнёрами по команде Гильбертом Шнайдером, Райнером Шоллем и Дирком Йоэштелем сумел выйти в финальную стадию километровой программы четвёрок, но в решающем заезде финишировал только шестым.
В 1991 году на чемпионате мира в Париже в составе экипажа, куда также вошли гребцы Оливер Кегель, Детлеф Хофман и Андре Воллебе, Райнек завоевал сразу три медали во всех трёх дисциплинах байдарок-четвёрок, в том числе две золотые на пятистах и десяти тысячах метров, и серебряную на километре (в финале уступил команде Венгрии). Будучи одним из лидеров сборной объединённой Германии, успешно прошёл квалификацию на Олимпийские игры 1992 года в Барселоне, где на сей раз обогнал в километровой дисциплине четвёрок всех своих соперников и выиграл золотую олимпийскую медаль, при этом в его команде помимо Кегеля и Воллебе состоял Марио фон Аппен.
Став олимпийским чемпионом, Райнек остался в основном составе национальной сборной и продолжил принимать участие в крупнейших международных регатах. Так, в 1993 году он выступил на чемпионате мира в Копенгагене и вновь выиграл медали во всех трёх дисциплинах четырёхместных байдарок, добавил в послужной список серебро пятисотметровой дистанции, золото на километре и на десяти километрах. Через год на мировом первенстве в Мехико вынужден был довольствоваться одной бронзовой наградой в зачёте K-4 1000 м, в финале проиграл командам России и Польши. В следующем сезоне на аналогичных соревнованиях в Дуйсбурге трижды поднимался на пьедестал почёта: получил бронзу на двухстах метрах, серебро на пятистах и золото на тысяче, став таким образом пятикратным чемпионом мира.
Позже прошёл отбор на Олимпийские игры 1996 года в Атланте, где повторил успех четырёхлетней давности, вместе с партнёрами по команде Детлефом Хофманом, Олафом Винтером и Марком Цабелем был лучшим в четвёрках на дистанции 1000 метров, второй раз подряд завоевал титул олимпийского чемпиона в этой дисциплине. Вскоре после Олимпиады Томас Райнек принял решение завершить карьеру профессионального спортсмена, уступив место в сборной молодым немецким гребцам. Ныне с семьёй проживает в городе Фельберте, работает инженером в компании, занимающейся обслуживанием коммунального хозяйства. С 2007 года занимает пост президента Ассоциации каноэ земли Северный Рейн-Вестфалия.